# Dawid Dłuski
Dawid Dłuski z Długiego herbu Kotwicz (zm. w 1510) – starosta Konina w latach 1506–1510, starosta Pyzdr w latach 1505–1510.
Krewny Ambrożego Pampowskiego.